# Acqui 1911
L'Acqui 1911 (de son nom complet Associazione Sportiva Dilettantistica Acqui 1911) est le club de football d'Acqui Terme, fondé en 1911.

## Historique
Il disputa le championnat national 1914-1915 et évolue désormais en Serie D.

## Changements de nom
- 1911-1923 : Foot Ball Club Acqui
- 1923-? : Unione Sportiva Acqui
- ?- : Associazione Sportiva Dilettantistica Acqui 1911